# Arab Strap
Arab Strap är ett skotskt indieband bildat i Glasgow 1995. Bandet upplöstes 2006. 1996 släpptes bandets fullängdsdebut, The Week Never Starts Round Here. De återförenades senare och gav 2021 ut ett album på Rock Action.